# 鍋島修
鍋島修（日语：／ Nabeshima Osamu，1956年1月14日—），日本男性動畫師、動畫演出家、動畫導演。出身於神奈川縣。

## 來歷
鍋島修的處女作是電視動畫《蓋特機器人G》。他曾在Z工作室、no.1工作室與金田伊功合作。他擅長動作的作畫。
他目前擔任東京電影（現TMS Entertainment）的導演和演出。他的代表作包括《幸運超人》（1994年）、《怪盜Saint Tail》（1995年）、《哈姆太郎》（2000年）、《飆速宅男》（2013年）。

## 參加作品

### 電視動畫
1975年
- 蓋特機器人G（動畫）

1976年
- 大空魔龍鎧金（動畫）

1977年
- 冰河戰士蓋伊斯拉卡（動畫）
- 無敵超人贊波3（原畫、動畫）
- 惑星機器人 丹加德A（動畫）

1978年
- 宇宙戰艦大和號2（原畫[注 1]）
- 無敵鋼人泰坦3（原畫）

1979年
- 宇宙空母藍諾亞（日语：宇宙空母ブルーノア）（原畫）
- 圓桌騎士物語 燃燒的亞瑟（原畫）
- 機動戰士鋼彈（原畫）
- 小鯨魚（日语：くじらのホセフィーナ）（原畫）

1980年
- 摔倒騎士德拉曼查（日语：ずっこけナイトドンデラマンチャ）（原畫）
- 太陽的使者 鐵人28號（原畫）
- 大白鯨（原畫）

1981年
- 新竹取物語 千年女王（原畫）
- 六神合體雷霆王（原畫）

1982年
- 魔境傳說阿克洛班奇（OP原畫協力）

1983年
- 超時空世紀歐卡斯（分鏡、演出）

1984年
- 魯邦三世 PARTIII（日语：ルパン三世 PARTIII）（分鏡、演出）

1988年
- 鎧傳（原畫）

1989年
- YAWARA！（原畫）

1990年
- 魯邦三世：海明威手稿之謎（日语：ルパン三世 ヘミングウェイ・ペーパーの謎）（助理導演）

1991年
- 百戰小奇兵（人物設定、作畫監督、分鏡、演出）

1994年
- 幸運超人（導演、分鏡、演出）
- 魔法騎士雷阿斯（分鏡、演出、原畫）

1995年
- 怪盜Saint Tail（導演[1]、分鏡、演出）
- 夢幻遊戲（分鏡、演出）

1997年
- CLAMP學園偵探團（導演、分鏡、演出）

2000年
- 哈姆太郎（導演、分鏡、演出、OP分鏡&演出、ED分鏡&演出）

2001年
- 人造人009 THE CYBORG SOLDIER（原畫）

2002年
- 魯莽天使（OP原畫）

2003年
- 波波羅古洛伊斯（原畫）

2004年
- 音速小子X（原畫）

2006年
- 驅魔少年（導演、分鏡、演出）
- 魯邦三世：七日狂想曲（日语：ルパン三世 セブンデイズ・ラプソディ）（分鏡）

2011年
- 刀鋒戰士（原畫）

2012年
- ZETMAN（導演、分鏡、演出）
- 魯邦三世 -名為峰不二子的女人-（原畫）
- 魯邦三世：東方見聞錄 ～Another Page～（日语：ルパン三世 東方見聞録 〜アナザーページ〜）（作畫監督）

2013年
- 幕末義人傳 浪漫（分鏡）
- 飆速宅男（導演、分鏡、原畫、OP分鏡&演出、ED分鏡&演出）

2014年
- 飆速宅男 GRANDE ROAD（導演、分鏡、ED分鏡）

2016年
- 新我們這一家（分鏡）

2017年
- 飆速宅男 NEW GENERATION（導演、分鏡、OP分鏡&演出）

2018年
- 天空與海洋之間（分鏡）
- 刃牙 (第2作)（演出）

2019年
- 魯邦三世：再見搭檔（日语：ルパン三世 グッバイ・パートナー）（原畫）
- Animation x Paralympic：誰是你的英雄？ episode7 帕運自行車（導演[2]）
- Dr.STONE 新石紀（分鏡）

2021年
- 魯邦三世 PART6（分鏡[3]）

2022年
- 飆速宅男 LIMIT BREAK（導演）

2024年
- 金剛戰神U（原畫）

### 電影動畫
1980年
- 人造人009：超銀河傳說（原畫）

1981年
- 劇場版 宇宙戰士巴爾迪歐斯（原畫）

1983年
- 宇宙戰艦大和號 完結篇（原畫）
- 幻魔大戰（日语：幻魔大戦 (映画)）（原畫）

1984年
- 風之谷（原畫）

1985年
- 神劍（原畫）
- 魯邦三世：巴比倫的黃金傳說（日语：ルパン三世 バビロンの黄金伝説）（原畫）
- 光子帆船星光號奧丁（日语：オーディーン 光子帆船スターライト）（原畫）

1986年
- 天空之城（原畫）

1988年
- AKIRA（原畫）

1989年
- NEMO（日语：NEMO/ニモ）（原畫）

1998年
- 名偵探柯南：第十四號獵物（原畫）

2000年
- 名偵探柯南：瞳孔中的暗殺者（原畫）

2001年
- 劇場版 哈姆太郎：哈姆哈姆樂園大冒險（日语：劇場版 とっとこハム太郎 ハムハムランド大冒険）（動畫調整）

2002年
- 劇場版 哈姆太郎：哈姆哈姆哈姆迦！夢幻的公主（日语：劇場版 とっとこハム太郎 ハムハムハムージャ! 幻のプリンセス）（動畫調整）

2003年
- 哈姆太郎：哈姆哈姆大獎賽！極光谷的奇蹟（日语：劇場版 とっとこハム太郎 ハムハムグランプリン オーロラ谷の奇跡 リボンちゃん危機一髪!）（動畫調整）

2004年
- 名偵探柯南：銀翼的奇術師（原畫）
- 劇場版 哈姆太郎：哈姆太郎與不可思議的圖畫本高塔（日语：劇場版 とっとこハム太郎 はむはむぱらだいちゅ! ハム太郎とふしぎのオニの絵本塔）（動畫調整）

2005年
- 甲蟲王者：邁向偉大的三冠王之路（分鏡）
- 名偵探柯南：水平線上的陰謀（原畫）

2006年
- 名偵探柯南：偵探們的鎮魂歌（原畫）

2013年
- 名偵探柯南：絕海的偵探（原畫）

2015年
- 劇場版 飆速宅男（總導演）

2016年
- 名偵探柯南：純黑的惡夢（分鏡協力、演出、原畫）

### OVA
1984年
- BIRTH（日语：BIRTH (OVA)）（主動畫師）

1987年
- SPACE FANTASIA 2001夜物語（日语：2001夜物語）（分鏡、原畫）
- 惡魔人 誕生篇（原畫）

1990年
- 網球甜心 Final Stage（分鏡[4]、演出[4]）
- 惡魔人 妖鳥死麗濡篇（原畫）

1991年
- 內衣教父（人物設定、作畫監督）

1992年
- 機械巨神 地球靜止之日（原畫）

1994年
- 流星機學生霸（日语：流星機ガクセイバー）（原畫）

1999年
- 青山剛昌短篇集（導演、分鏡、演出）
- 青山剛昌短篇集2（導演、分鏡、演出）

2009年
- 聖鬥士星矢 THE LOST CANVAS 冥王神話（導演、分鏡）

2013年
- 飆速宅男 SPECIAL RIDE（導演、分鏡、原畫）

## 腳註

## 相關項目
- 金田伊功
- 龜垣一
- TMS Entertainment
- 日本動畫師列表（日语：アニメ関係者一覧）